# My, bielarusy
L'Inno dello Stato della Repubblica di Bielorussia (in bielorusso Дзяржаўны гімн Рэспублікі Беларусь?, Dzjaržaŭny himn Rėspubliki Belaruś), conosciuto anche come My, bielarusy (in bielorusso Мы, беларусы?, lett. Noi, i bielorussi) è l'inno nazionale della Bielorussia. Con l'indipendenza del paese dall'Unione Sovietica l'inno fu lievemente modificato e i riferimenti al periodo comunista vennero rimossi.

## Storia

### Inno della RSS Bielorussa
"My, Bielarusy" venne utilizzato originariamente come inno della Repubblica Socialista Sovietica Bielorussa dal 24 febbraio del 1955. All'inno composto da Niescier Sakałoŭski fu aggiunto poi un testo scritto da Mikhas Klimkovich. Esso fu presentato di fronte a una giuria nel 1944 ma venne adottato solamente dopo undici anni, a seguito di alcune modifiche.  Nel 1995 un comitato parlamentare propose di adottare la poesia "Mahutny Boža" di Natallia Arsiennieva come inno nazionale, ma alla proposta non venne dato seguito.

### Inno della Repubblica di Bielorussia
Fino al 2002 l'unica menzione di valenza legale di un inno nazionale secondo la legge bielorussa si trovava nella Costituzione: l'articolo 19 della prima sezione sancisce infatti che "I simboli della Repubblica di Bielorussia come stato sovrano sono la sua bandiera, il suo emblema e il suo inno nazionale." Sebbene la Costituzione sancisse la loro esistenza, i simboli della Repubblica avrebbero dovuto essere definiti dalla legge. Una legge che specificasse quale fosse l'inno nazionale non venne emanata fino al 18 luglio 2002, giorno in cui entrò in vigore il decreto presidenziale numero 350. L'obiettivo del decreto fu quello di stabilire il componimento musicale e il suo testo, oltre a come, quando e dove esso dovesse essere suonato.
Secondo il quotidiano Sovetskaya Belorussiya, il presidente Aljaksandr Lukašėnka prese la sua decisione riguardo all'inno il 12 giugno 2002, programmando la sua prima esecuzione per il 3 luglio dello stesso anno per il giorno dell'indipendenza della Bielorussia, festa nazionale. La prima esecuzione tuttavia avvenne il giorno prima, il 2 luglio, ad un concerto organizzato dal governo in occasione delle festività. Con il decreto presidenziale Lukašėnka apportò lievi modifiche all'inno, rimuovendo i riferimenti alla Russia, a Vladimir Lenin e al Partito Comunista dell'Unione Sovietica, ma mantenendo la tematica dell'amicizia tra i popoli e la composizione musicale originale di Sakałoŭski, per continuità storica e per la sua qualità e popolarità.
Il titolo deriva dalla prima riga del testo. Il testo è stato realizzato da una poesia di Michas' Klimkovič (1899-1954), riveduta e corretta in modo più attuale da Uladzimir Ivanovič Karyzna (1950).

## Testo in cirillico
Мы, беларусы - мірныя людзі,
Сэрцам адданыя роднай зямлі,
Шчыра сябруем, сілы гартуем
Мы ў працавітай, вольнай сям'і.
Слаўся, зямлі нашай светлае імя,
Слаўся, народаў братэрскі саюз!
Наша любімая маці-Радзіма,
Вечна жыві і квітней, Беларусь!
Разам з братамі мужна вякамі
Мы баранілі родны парог,
У бітвах за волю, бітвах за долю
Свой здабывалі сцяг перамог!
Слаўся, зямлі нашай светлае імя,
Слаўся, народаў братэрскі саюз!
Наша любімая маці-Радзіма,
Вечна жыві і квітней, Беларусь!
Дружба народаў - сіла народаў -
Наш запаветны, сонечны шлях.
Горда ж узвіся ў ясныя высі,
Сцяг пераможны - радасці сцяг!
Слаўся, зямлі нашай светлае імя,
Слаўся, народаў братэрскі саюз!
Наша любімая маці-Радзіма,
Вечна жыві і квітней, Беларусь!

## Testo traslitterato

### Traslitterazione ufficiale
My, bielarusy - mirnyja liudzi,
Sėrcam addanyja rodnaj ziamli,
Ščyra siabrujem, sily hartujem
My ŭ pracavitaj, voĺnaj siami.
Slaŭsia, ziamli našaj svetlaje imia,
Slaŭsia, narodaŭ bratėrski sajuz!
Naša liubimaja maci-Radzima,
Viečna žyvi i kvitniej, Bielarus'
Razam z bratami mužna viakami
My baranili rodny paroh,
U bitvach za voliu, bitvach za doliu
Svoj zdabyvali sciah pieramoh!
Slaŭsia, ziamli našaj svetlaje imia,
Slaŭsja, narodaj bratėrski sajuz!
Naša liubimaja maci-Radzima,
Viečna žyvi i kvitniej, Bielarus'
Družba narodaŭ - sila narodaŭ
Naš zapavietny, soniečny šliach.
Horda ž uzvisia ŭ jasnyja vysi,
Sciah pieramožny - radasci sciah!
Slaŭsia, ziamli našaj svetlaje imia,
Slaŭsia, narodaj bratėrski sajuz!
Naša liubimaja maci-Radzima,
Viečna žyvi i kvitniej, Bielarus'